# Sibir-khanatet
Sibir-khanatet, også historisk kendt som Turan-khanatet, var et tyrkisk khanat i Sibirien. Khanatets hovedstad var Qashliq i nærheden det nuværende Tobolsk.
Sibir opstod slutningen af 1400-tallet og var en efterfølgerstat til Den Gyldne Horde. Staten skal være blevet grundlagt af khanen On. Befolkningen var af blandet oprindelse og omfattede både tatarer, khantyer, mansijer, nenetsere og selkupere.
Efter, at Kazan-khanatet var erobret af moskovittene, øgede presset mod Sibir. Kosakken Jermak Timofeevitj, der stod i spidsen for en ekspedition ind i de sibirske områder, erobrede Sibirs hovedstad og slog den sidste khan Küçüm i 1582. Det lykkedes imidlertid Küçüm at flygte og efterfølgende at få omgrupperet sine styrker, og to år senere besejre sibirerne Jermak på slagmarken. Sibir-khanatet blev igen invaderet i 1586, og i 1598 blev Küçüm slået endegyldigt ved Ob. Sibir-khanatet blev derefter indlemmet i Rusland.